# 香取神社 (葛飾区堀切)
香取神社（かとりじんじゃ）は、東京都葛飾区堀切にある神社。旧地名を冠して上千葉香取神社（かみちばかとりじんじゃ）とも称される。
現在は堀切天祖神社の兼務社となっている。

## 歴史
創建年代は不明である。中世、当地を領地としていた葛西氏か千葉氏が下総国一宮たる香取神宮より分霊を勧請したものと推測される。
上千葉村の鎮守であり、普賢寺が別当寺であった。
明治時代に「千葉神社」に改称したが、1957年（昭和32年）に旧名の「香取神社」に再改称した。
かつての上千葉村には、天祖神社や稲荷神社があったが、現在は両社とも当社に合祀されている。
2024年（令和６年）の例大祭では本社神輿がおよそ70年ぶりに氏子各町を渡御した。

## 交通アクセス
- 綾瀬駅より徒歩14分。